# Point d'emport

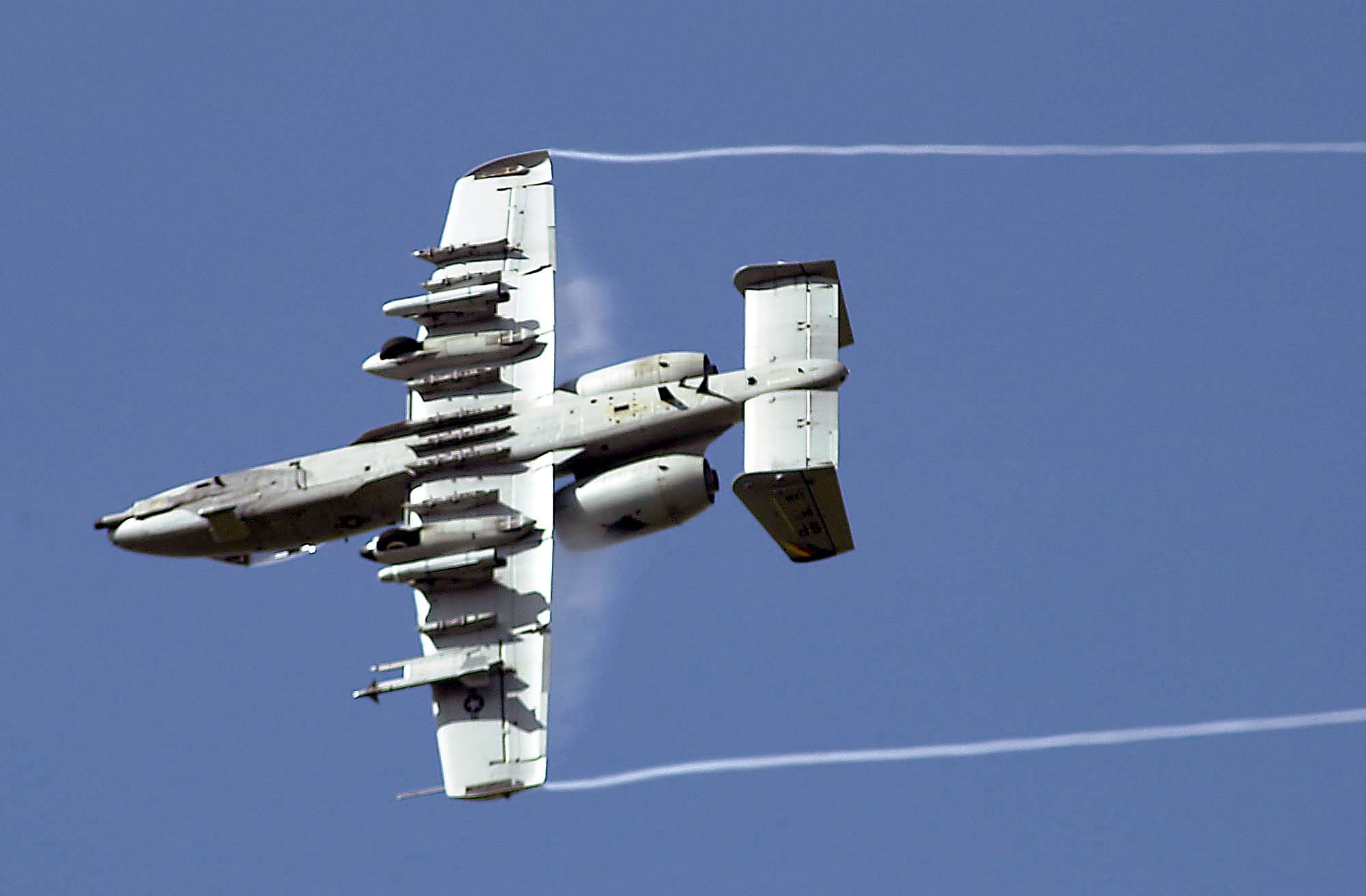
Un Fairchild A-10 Thunderbolt II montrant de nombreux points d'emport.

Un point d'emport est, sous les ailes d'un avion militaire ou civil, un ancrage pour accrocher les différents modules que peut emporter l'avion. Il peut s'agir de missiles, de bombes, de nacelles ou de réservoirs largables de carburant (point d'emport humide).

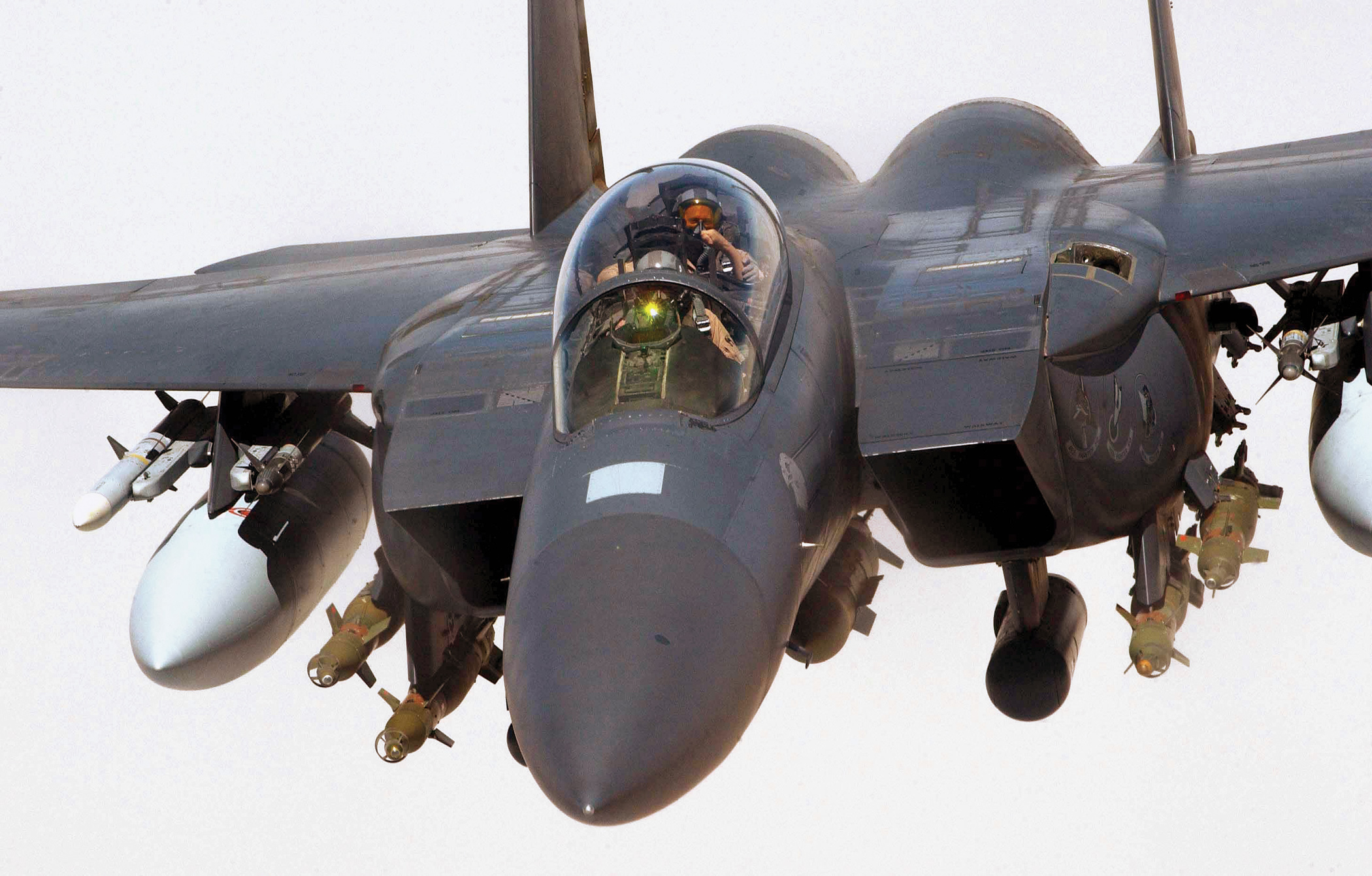
McDonnell Douglas F-15E Strike Eagle avec armes et réservoirs largables sous les ailes, et réservoirs conformes sous les emplantures.
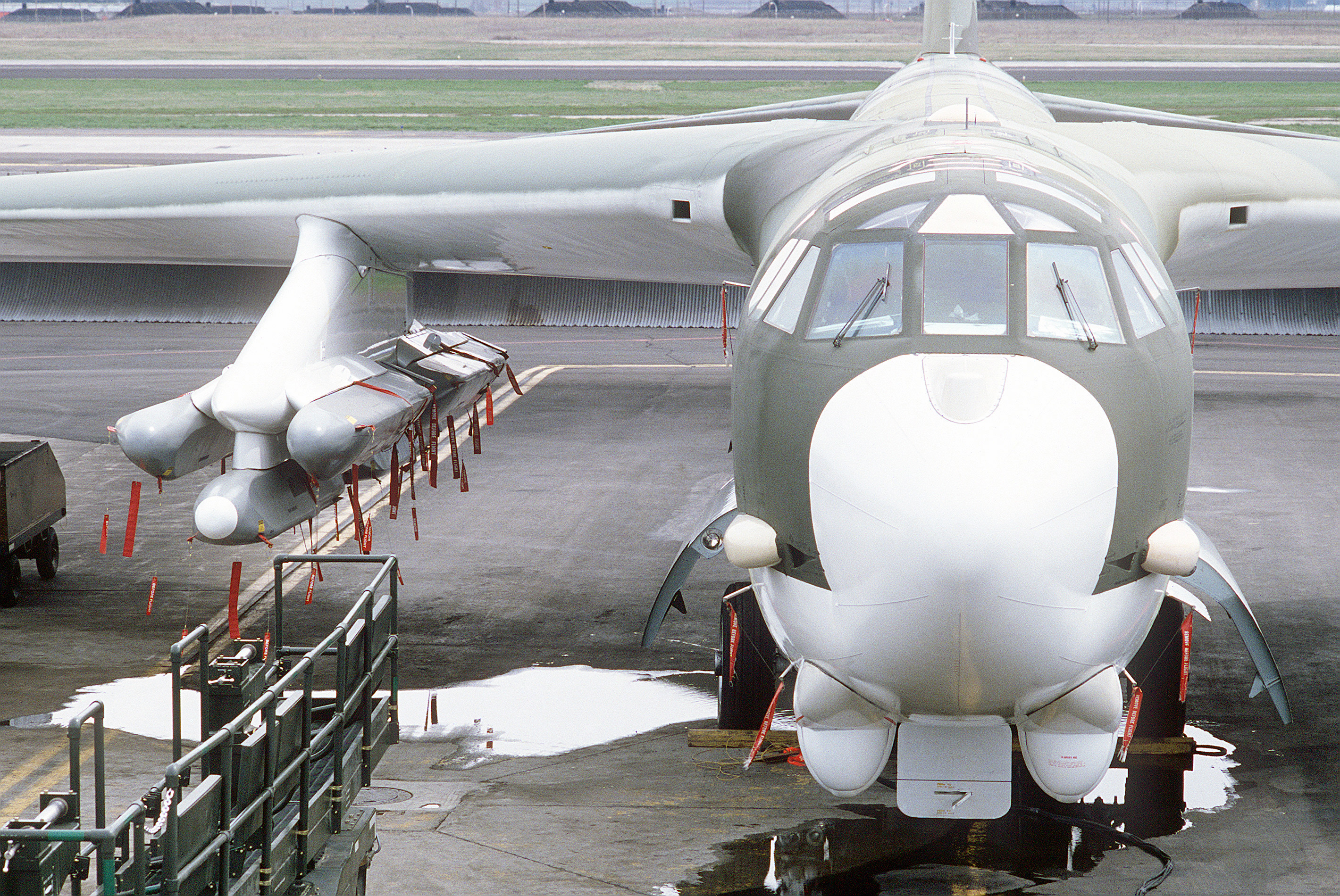
AGM-86 ALCM sur un Boeing B-52 Stratofortress.
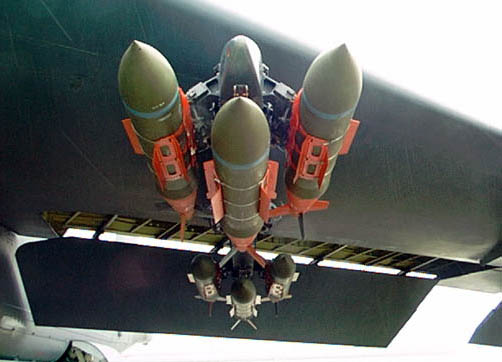
GBU-31 (Joint Direct Attack Munition) sur un Boeing B-52 Stratofortress.